# سیارک ۴۰۶۸۴
سیارک ۴۰۶۸۴ (به انگلیسی: 40684 Vanhoeck، نامگذاری:1999RE214) چهل هزار و ششصد و هشتاد و چهارمین سیارک کشف شده‌است که در ۸ سپتامبر ۱۹۹۹ کشف شد.